# Johny Gómez
Johny Javier Gómez Cantarero (Tela, Atlántida, 24 de junio de 1990) es un futbolista hondureño. Juega como mediocampista en club es el Honduras Progreso de la Liga Nacional de Honduras.

## Trayectoria
Debutó profesionalmente el 10 de agosto de 2013, vistiendo los colores de Parrillas One, contra Vida, en un partido que el cuadro «parrillero» ganó por 2 a 1. Al final de la temporada, Gómez acumuló 14 partidos disputados. 
En julio de 2014, Gómez reforzó al Honduras Progreso, club recién ascendido en aquel entonces. El 14 de septiembre de 2014, debutó con los «progreseños» en el triunfo de 3 a 1 contra Parrillas One. 
El 19 de diciembre de 2015, consiguió su primer título de primera división tras derrotar en la final del Torneo Apertura a Motagua. 
El 18 de agosto de 2016, durante la derrota de 2 a 0 contra Pumas de la UNAM, realizó su debut en Liga de Campeones de la Concacaf. 
El 8 de enero de 2018 retornó a la disciplina de Parrillas One en calidad de cesión, sin embargo, sólo seis meses después volvió a Honduras Progreso.

## Clubes
| Club                         | Año         |
| ---------------------------- | ----------- |
| Parrillas One                | 2013 - 2014 |
| Honduras Progreso            | 2014 - 2017 |
| Parrillas One (cesión)       | 2018        |
| Honduras Progreso            | 2018 - 2019 |
| Club Deportivo Real Juventud | 2019 - 2020 |

## Palmarés

### Campeonatos nacionales
| Título          | Club              | País     | Año  |
| --------------- | ----------------- | -------- | ---- |
| Torneo Apertura | Honduras Progreso | Honduras | 2015 |